# Некрасов, Константин Герасимович
Константин Герасимович Некрасов (1864 — 1917) — русский военачальник, генерал-лейтенант (12.10.1916). Участник похода в Китай 1900—1901 годов, русско-японской войны 1904—1905 годов, первой мировой войны.

## Биография
Образование получил в 1-й военной гимназии в Петербурге.
В службу вступил 07.08.1880. Окончил 1-е военное Павловское училище. Выпущен подпоручиком (ст. 07.08.1882) в 109-й пехотный Волжский полк. Поручик (ст. 07.08.1886). Штабс-капитан (ст. 06.05.1892). Капитан (ст. 15.03.1896). Окончил Офицерскую стрелковую школу («успешно»).
Участник похода в Китай 1900—1901.
Подполковник (пр. 1902; ст. 14.04.1902; за отличие). Командир батальона 2 г. 11 м.
Участник русско-японской войны 1904-05. Полковник (пр. 1904; ст. 18.06.1904; за отличие). Командир 21-го Восточно-Сибирского стрелкового полка (с 21.12.1904). Командир 22-го Восточно-Сибирского стрелкового полка (с 09.03.1905). Командир 147-го пехотного Самарского полка (с 21.06.1906). Награждён орденом Св. Георгия 4-й степени (ВП 13.03.1908). Генерал-майор (пр. 1908; ст. 06.12.1908; за отличие). Командир бригады 1 г. 1 м. 18 д. Командир лейб-гвардии Павловского полка (с 10.08.1908). Зачислен в Свиту Его Величества (1911).
В 1914 году командир 1-й бригады 2-й гвардейской пехотной дивизии. На начало войны совмещал командование бригадой и командование Павловским полком. Участник мировой войны. Командующий 32-й пехотной дивизией (09.01.-08.02.1915). Командующий 21-й пехотной дивизией (08.02.1915-02.05.1916). На лето 1916 состоял по гвардейской пехоте. Командовал 24-м армейским корпусом (1916-08.1917). Убит на фронте солдатами.

## Награды
- орден Св. Станислава 3-й степени (1889);
- орден Св. Анны 3-й степени (1898);
- орден Св. Станислава 2-й степени (1902);
- орден Св. Анны 2-й степени с мечами (1905);
- орден Св. Владимира 4-й степени с мечами и бантом (1905);
- орден Св. Владимира 3-й степени с мечами (1906);
- Золотое оружие «За храбрость» (1907)[1];
- орден Св. Георгия 4-й степени (ВП 13.03.1908).
- орден Св. Станислава 1-й степени с мечами (ВП 26.10.1914);
- орден Св. Анны 1-й степени с мечами (26.02.1915);
- орден Св. Владимира 2-й степени с мечами (05.03.1915);
- орден Белого Орла с мечами (10.06.1917).
- орден Двойного Дракона 3 степени I класса (Китай, 1908);
- командорский крест I класса ордена Альбрехта (Саксония, 1913).